# Уоткинс, Джеймс
Адмирал Джеймс Дэвид Уоткинс (англ. James David Watkins; 7 марта 1927, Альгамбра, Калифорния, США — 26 июля 2012, Александрия, Виргиния, США) — американский военный и государственный деятель, министр энергетики США (1989—1993).

## Биография
Он посещал Калифорнийскую школу Уэбба в Клермонте в штате Калифорния. В 1949 году окончил Военно-морскую академию США в Аннаполисе в штате Мэриленд, получив степень бакалавра наук. Служил в ВМС Соединенных Штатов, в 1958 году окончил аспирантуру в области машиностроения Школы повышения квалификации офицерских кадров ВМС, получив диплом магистра машиностроения.
- 1975—1978 гг. — начальник управления кадров ВМС,
- 1979—1981 гг. — первый заместитель начальника управления военно-морских операций,
- 1981—1982 гг. — командующий Тихоокеанским флотом в Перл-Харборе,
- 1982—1986 гг. — командующий военно-морскими операциями и начальник штаба ВМС США.

В 1986 году вышел в отставку.
- 1987—1988 гг. — председатель национальной комиссии США по противодействию СПИДу,
- 1989—1993 гг. — министр энергетики США в администрации Джорджа Буша-старшего.

После ухода из правительства перешёл в частный бизнес и был, в частности, членом правления VESTAR Inc. и Southern California Edison. В 1993 и 1998 годах являлся куратором (попечителем) Carnegie Corporation.